# Kaitlyn Leeb
Kaitlyn Leeb (Toronto, Canadá; 18 de junio de 1988) es una actriz canadiense conocida por sus interpretaciones en varias series de televisión y en películas de Netflix.

## Biografía
Kaitlyn Leeb es de ascendance china e irlandesa. Está casada con Ted Leeb.
Ha participado en diversas series de televisión, aunque es especialmente conocida por sus interpretaciones de la doctora Cassandra Lee en Heartland (2012-2019), Camille Belcourt en Shadowhunters (2016-2017), Susan en Slasher (2017) y Leah Starnes en la serie original de Netflix Spinning Out (2020).
Además, ha protagonizado diversas películas televisivas, especialmente reconocidas por inspirarse en Navidad, entre las cuales se encuentran: Una Navidad con vistas (2018), Christmas with a Prince (2018) y sus dos secuelas Christmas with a Prince: Becoming Royal (2019) y Christmas with a Prince: The Royal Baby (2021).

## Filmografía
- 2006: Beautiful People (serie de televisión).
- 2009: The Jazzman como Valerie.
- 2010: Blue Mountain State (serie de televisión) como Clementine.
- 2010: Aarón Stone (serie de televisión) como Jill.
- 2010: Locked Down como Trina.
- 2011: Wrong Turn 4: Bloody Beginnings como Bridget (película directa a vídeo).
- 2012: Total Recall como Three-Breasted Woman.
- 2012: The L.A. Complex (serie de televisión) como Taylor.
- 2012: Hail Satanás (cortometraje) como Becca.
- 2012-2017 : Heartland (serie de televisión) como Cassandra Lee Odell (25 episodios).
- 2012-2014: Degrassi: The Next Generation (serie de televisión) como Jennifer Doolittle (5 episodios).
- 2013: Love Me como Dayln.
- 2013: Alive (película de televisión) como Liv.
- 2013: Halloween Mortal (película de televisión) como Maiko.
- 2014: Republic of Doyle (serie de televisión) como Elsa Tessier (2 episodios).
- 2014: Bitten (serie de televisión) como Amanda (2 episodios).
- 2014: Seed (serie de televisión) como Laila (3 episodios).
- 2014: Wolves como Lisa Stewart
- 2014: Pacto entre hermanas (película de televisión) como Kim.
- 2015: Single Ladies (serie de televisión) como Keira (5 episodios).
- 2015: Backpackers (serie de televisión) como Danica
- 2015-2016: Rogue (serie de televisión) como Lily (3 episodios).
- 2016-2017: Shadowhunters (serie de televisión) : Camille Belcourt (7 episodios).[4][5]
- 2017: Slasher (serie de televisión) como Susan Lam (7 episodios).[6]
- 2018: Christmas with a View (película original de Netflix) como Clara Garrison.
- 2018: Christmas with a Prince (película de televisión) como la Dr. Tasha Miller.
- 2019: Christmas with a Prince: Becoming Royal (película de televisión) como la Dr. Tasha Miller.
- 2020: Spinning Out (serie de televisión original de Netflix) como Leah Starnes (10 episodios).[7]
- 2020: Anything for Jackson como Yolanda.
- 2020: The Crossword Mysteries: Abracadabra (película de televisión) como Bianca.
- 2020: The Wedding Planners (serie de televisión) como Arianna (1 episodio).
- 2021: Christmas with a Prince: The Royal Baby (película de televisión) como la Dr. Tasha Miller.
- 2023: The Spencer Sisters (serie de televisión) como Lindsay Yip (6 episodios).